# Michael Hayböck
Michael Hayböck (* 5. März 1991 in Linz) ist ein ehemaliger österreichischer Skispringer. Seine größten sportlichen Erfolge waren die Silbermedaillen in den Mannschaftswettbewerben der Herren bei den Olympischen Winterspielen 2014 in Sotschi, bei den Weltmeisterschaften 2015 in Falun und 2019 in Seefeld in Tirol, bei der Skiflug-Weltmeisterschaft 2024 in Bad Mitterndorf und mit der Mixed-Mannschaft bei den Weltmeisterschaften 2017 in Lahti.

## Werdegang
Hayböck startete für den Verein UVB Hinzenbach. Im Jahr 2000 begann er mit dem Skispringen. In den Saisons 2002/03 und 2003/04 gewann er jeweils die Landescup-Gesamtwertung, 2003/04 erreichte er zudem den 2. Platz im Austriacup. Bei den Staatsmeisterschaften 2004 in Bischofshofen erreichte er in der Nordischen Kombination und im Skispringen jeweils den 2. Platz. Die Gesamtwertung des FIS-Schüler-Cup 2005 konnte er mit der Mannschaft gewinnen, im Einzel kam er auf den 4. Platz. 2006 wurde er in den B-Kader aufgenommen. Damit startete er erstmals bei FIS-Rennen im Erwachsenenbereich. Am 20. September 2008 startete er in Villach erstmals im Skisprung-Continental-Cup. Bei den Juniorenweltmeisterschaften 2009 in Štrbské Pleso gewann er mit der Mannschaft Gold und wurde im Einzel Siebenter. Im August 2009 sprang er erstmals im Sommer-Grand-Prix. In Hakuba erreichte er in beiden Springen den 12. Platz. Damit gewann er insgesamt 44 Punkte und damit 40. Platz in der Gesamtwertung.
Bei der Vierschanzentournee 2009/10 startete Hayböck in Innsbruck im Rahmen der nationalen Gruppe, konnte sich für das Springen qualifizieren und erreichte mit einem starken Sprung im ersten Durchgang auch das Finale. In Bischofshofen ging er danach auch an den Start, schied aber im ersten Durchgang im Duell gegen Pascal Bodmer aus.
Bei den Juniorenweltmeisterschaften 2010 im deutschen Hinterzarten konnte er sich die Goldmedaillen im Einzelwettbewerb und im Team von der Normalschanze sichern. Beim Weltcupspringen in Willingen erreichte er mit der österreichischen Mannschaft den 3. Rang. Seine beste Einzelplatzierung im Rahmen des Weltcups ist ein 6. Rang ebenfalls in Willingen 2010.
Bei der Vierschanzentournee 2010/11 sprang er mit seinem älteren Bruder Stefan zum ersten Mal gemeinsam im Weltcup.
Am 16. Jänner 2014 erreichte er beim Springen in Wisła den ersten Podestplatz seiner Karriere und wurde Dritter. Bei den Olympischen Winterspielen in Sotschi erreichte er im Teambewerb zusammen mit Thomas Morgenstern, Gregor Schlierenzauer und Thomas Diethart den 2. Platz und auf der Normalschanze den fünften Platz.
Am 6. Jänner 2015 gewann er bei der Vierschanzentournee in Bischofshofen sein erstes Weltcupspringen und wurde in der Gesamtwertung Zweiter. In Innsbruck hatte er zuvor mit 138 Metern einen Schanzenrekord aufgestellt. Obwohl Hayböck bei diesem Sprung mit der Hand den Schnee berührte, wurde der Sprung von den Sprungrichtern als gestanden gewertet und der Schanzenrekord somit legitim.
Auf den nächsten Weltcup-Sieg musste Hayböck dann mehr als ein Jahr warten. Dafür gelangen ihm im Februar 2016 gleich drei Siege in Serie: In den Bewerben auf der Groß- und der Normalschanze in Lahti sowie auf der Großschanze in Kuopio.
Im Oktober 2017 verletzte Hayböck sich im Rahmen der Trainingsvorbereitungen auf die neue Saison in Zypern. Bei den Weltmeisterschaften 2019 in Seefeld in Tirol gewann er mit seinen Mannschaftskameraden Philipp Aschenwald, Daniel Huber und Stefan Kraft die Silbermedaille im Mannschaftsspringen. In den Einzelwettbewerben wurde er 14. von der Groß- und Neunter von der Normalschanze.
Am 28. Februar 2021 gewann er bei den Nordischen Skiweltmeisterschaften in Oberstdorf gemeinsam mit Marita Kramer, Daniela Iraschko-Stolz und Stefan Kraft die Bronzemedaille im Mixed-Teambewerb.
In der Vorbereitung auf die Saison 2021/22 zog sich Hayböck beim Fußballspielen einen Riss des vorderen Syndesmosebandes und ein Knochenmarködem zu, weshalb er die ersten Wochen des Grand Prix 2021 sowie einige Trainingseinheiten verpasste. Bei der Skiflug-Weltmeisterschaft 2022 im norwegischen Vikersund wurde er im Einzel Siebter und mit der österreichischen Mannschaft Vierter.
Im Februar 2025 gab er bekannt, seine Karriere mit Saisonende zu beenden. Seinen letzten Bewerb bestritt er am 28. März 2025 beim Einzelfliegen im Rahmen des Planica 7. Zwei Tage später machte er seinen Abschiedssprung als Vorspringer zwischen den beiden Wertungsdurchgängen beim finalen Bewerb der Saison 2024/25.

## Persönliches
Hayböck besuchte ab 2005 das Skigymnasium Stams und absolvierte 2010 die Matura mit Auszeichnung. Seit Juli 2010 ist er Heeresleistungssportler. Sein älterer Bruder Stefan sowie sein jüngerer Bruder Alexander, der heute sein Physiotherapeut ist, waren ebenfalls Skispringer. Ende August 2023 heiratete er seine Lebensgefährtin Claudia, die er seit 2010 kennt. Ende Oktober 2024 wurden sie Eltern eines Sohnes.

## Erfolge

### Weltcupsiege im Einzel
| Nr. | Datum             | Ort           | Typ           |
| --- | ----------------- | ------------- | ------------- |
| 01. | 6. Jänner 2015    | Bischofshofen | Großschanze   |
| 02. | 19. Februar 2016  | Lahti         | Großschanze   |
| 03. | 21. Februar 2016  | Lahti         | Normalschanze |
| 04. | 23. Februar 2016  | Kuopio        | Großschanze   |
| 05. | 17. Dezember 2016 | Engelberg     | Großschanze   |

### Weltcupsiege im Team
| Nr. | Datum             | Ort              | Typ                    |
| --- | ----------------- | ---------------- | ---------------------- |
| 01. | 1. März 2014      | Lahti            | Großschanze            |
| 02. | 11. März 2017     | Oslo             | Großschanze            |
| 03. | 9. Februar 2019   | Lahti            | Großschanze            |
| 04. | 21. November 2020 | Wisła            | Großschanze            |
| 05. | 16. Jänner 2021   | Zakopane         | Großschanze            |
| 06. | 10. Dezember 2022 | Titisee-Neustadt | Großschanze Mixed      |
| 07. | 14. Jänner 2023   | Zakopane         | Großschanze            |
| 08. | 25. März 2023     | Lahti            | Großschanze            |
| 09. | 1. April 2023     | Planica          | Flugschanze            |
| 10. | 20. Jänner 2024   | Zakopane         | Großschanze            |
| 11. | 10. Februar 2024  | Lake Placid      | Großschanze Super Team |
| 12. | 23. März 2024     | Planica          | Flugschanze            |

### Grand-Prix-Siege im Team
| Nr. | Datum           | Ort          | Typ                 |
| --- | --------------- | ------------ | ------------------- |
| 01. | 6. August 2011  | Hinterzarten | Normalschanze       |
| 02. | 18. August 2012 | Hinterzarten | Normalschanze Mixed |

### Continental-Cup-Siege im Einzel
| Nr. | Datum              | Ort              | Typ           |
| --- | ------------------ | ---------------- | ------------- |
| 01. | 28. Dezember 2009  | Engelberg        | Normalschanze |
| 02. | 16. Jänner 2010    | Titisee-Neustadt | Großschanze   |
| 03. | 12. März 2011      | Wisła            | Großschanze   |
| 04. | 28. November 2011  | Rovaniemi        | Großschanze   |
| 05. | 13. Dezember 2011  | Almaty           | Großschanze   |
| 06. | 14. Dezember 2011  | Almaty           | Großschanze   |
| 07. | 5. Februar 2012    | Brotterode       | Großschanze   |
| 08. | 14. Dezember 2013  | Rena             | Normalschanze |
| 09. | 20. Dezember 2013  | Lahti            | Großschanze   |
| 10. | 21. Dezember 2013  | Lahti            | Großschanze   |
| 11. | 26. Februar 2022   | Planica          | Großschanze   |
| 12. | 6. März 2022       | Lahti            | Großschanze   |
| 13. | 17. September 2022 | Stams            | Großschanze   |
| 14. | 25. September 2022 | Klingenthal      | Großschanze   |
| 15. | 7. Oktober 2022    | Lake Placid      | Normalschanze |
| 16. | 8. Oktober 2022    | Lake Placid      | Großschanze   |
| 17. | 9. Oktober 2022    | Lake Placid      | Großschanze   |

## Statistik

### Weltcup-Platzierungen
| Saison  | Platz | Punkte |
| ------- | ----- | ------ |
| 2009/10 | 49.   | 0054   |
| 2010/11 | 56.   | 0028   |
| 2011/12 | 42.   | 0070   |
| 2012/13 | 34.   | 0163   |
| 2013/14 | 14.   | 0439   |
| 2014/15 | 05.   | 1157   |
| 2015/16 | 04.   | 1301   |
| 2016/17 | 07.   | 0814   |
| 2017/18 | 23.   | 0245   |
| 2018/19 | 27.   | 0228   |
| 2019/20 | 22.   | 0350   |
| 2020/21 | 18.   | 0347   |
| 2021/22 | 37.   | 0117   |
| 2022/23 | 12.   | 0688   |
| 2023/24 | 06.   | 0882   |
| 2024/25 | 15.   | 0587   |

### Grand-Prix-Platzierungen
| Saison | Platz | Punkte |
| ------ | ----- | ------ |
| 2009   | 40.   | 0044   |
| 2011   | 18.   | 0154   |
| 2012   | 21.   | 0099   |
| 2013   | 78.   | 0009   |
| 2014   | 09.   | 0201   |
| 2015   | 64.   | 0022   |
| 2016   | 10.   | 0217   |
| 2017   | 65.   | 0013   |
| 2018   | 39.   | 0047   |
| 2019   | 45.   | 0032   |
| 2021   | 75.   | 0008   |
| 2022   | 51.   | 0024   |
| 2023   | 54.   | 0029   |
| 2024   | 35.   | 0070   |

### Vierschanzentournee-Platzierungen
| Saison  | Platz | Punkte |
| ------- | ----- | ------ |
| 2009/10 | 44.   | 0313,6 |
| 2010/11 | 40    | 0410,7 |
| 2011/12 | 43.   | 0336,9 |
| 2012/13 | 28.   | 0706,8 |
| 2013/14 | 09.   | 0906,8 |
| 2014/15 | 02.   | 1100,7 |
| 2015/16 | 03.   | 1081,6 |
| 2016/17 | 19.   | 0844,8 |
| 2017/18 | 14.   | 0948,1 |
| 2018/19 | 26.   | 0746,7 |
| 2019/20 | 18.   | 0990,6 |
| 2020/21 | 24.   | 0733,4 |
| 2021/22 | 39.   | 0512,5 |
| 2022/23 | 07.   | 1068,6 |
| 2023/24 | 06.   | 1066,9 |
| 2024/25 | 07.   | 1128,6 |

### Schanzenrekorde
| Schanze (Hillsize)               | Ort                    | Land        | Weite   | aufgestellt am | Rekord bis    |
| -------------------------------- | ---------------------- | ----------- | ------- | -------------- | ------------- |
| Bergiselschanze (HS130)          | Innsbruck              | Österreich  | 138,0 m | 4. Jänner 2015 | aktuell       |
| Granåsen skisenter (HS140)       | Trondheim              | Norwegen    | 143,0 m | 12. März 2015  | 15. März 2018 |
| Letalnica bratov Gorišek (HS225) | Planica                | Slowenien   | 241,5 m | 20. März 2015  | 20. März 2015 |
| Letalnica bratov Gorišek (HS225) | Planica                | Slowenien   | 242,0 m | 20. März 2015  | Ungültig      |
| Große Olympiaschanze (HS142)     | Garmisch-Partenkirchen | Deutschland | 145,0 m | 1. Jänner 2025 | aktuell       |